# Great Harrowden
Great Harrowden is een civil parish in het bestuurlijke gebied Wellingborough, in het Engelse graafschap Northamptonshire.

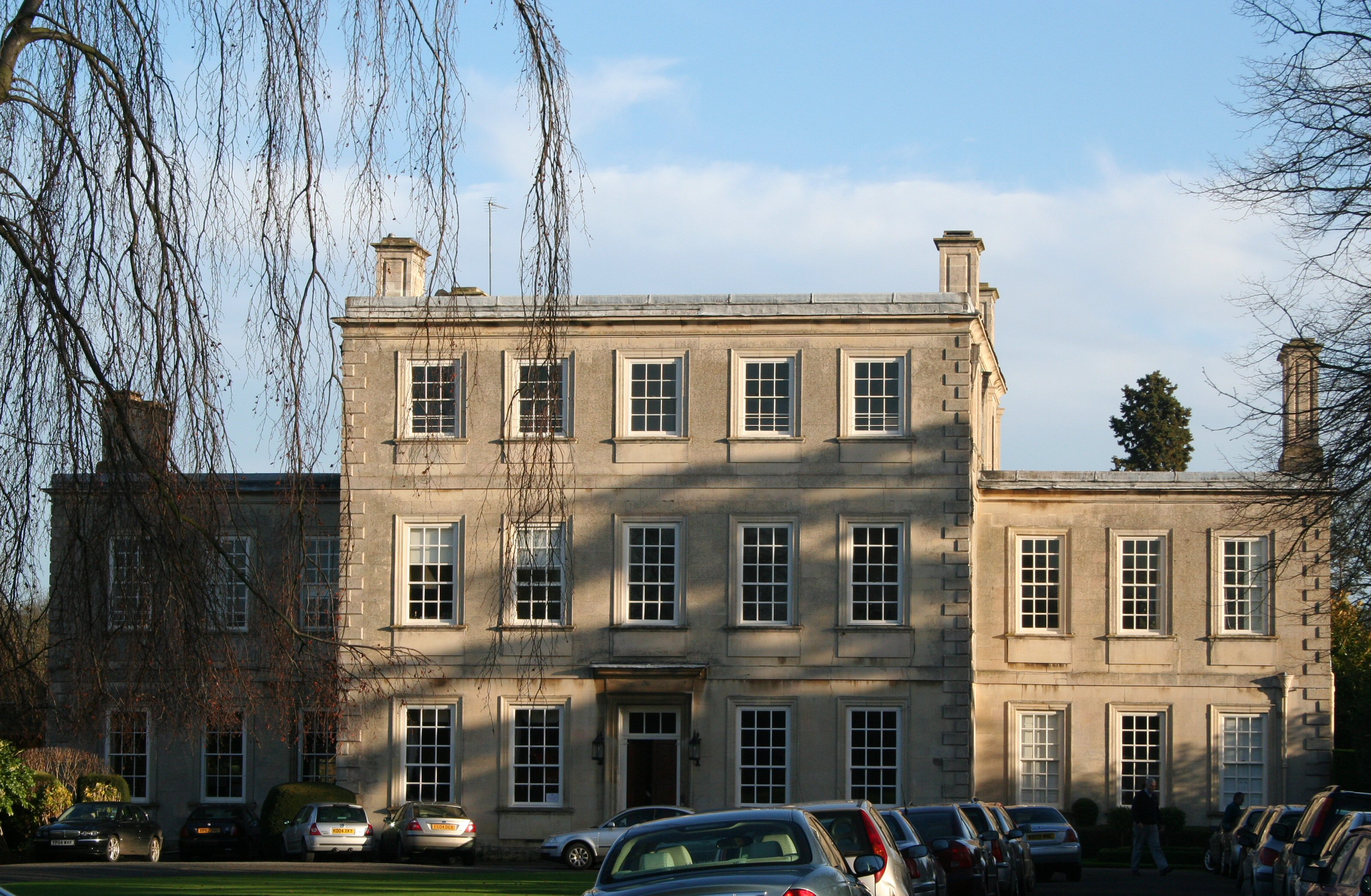
Great Harrowden Hall